# Abrunheira (Avelar)
Abrunheira era, em 1747, uma aldeia portuguesa da freguesia do Espírito Santo, termo da vila do Avelar. No secular estava subordinada à Comarca de Tomar, e no eclesiástico ao Arcediagado de Penela, Bispado de Coimbra, pertencendo à Província da Beira Baixa.